# Rarotonga
Rarotonga este cea mai mare și cea mai populată dintre insulele Cook. Insula este vulcanică, cu o suprafață de 67,39 km 2 (26,02 sq mi) și găzduiește aproape 75% din populația țării, cu 13.007 de locuitori dintr-o populație totală de 17.434. Clădirile Parlamentului și aeroportul internațional din Insulele Cook sunt pe Rarotonga. Rarotonga este o destinație turistică foarte populară cu multe stațiuni, hoteluri și moteluri. Orașul principal, Avarua, de pe coasta de nord, este capitala insulelor Cook.